# Die schmutzigen Helden von Yucca
Die schmutzigen Helden von Yucca (Originaltitel: The Invincible Six) ist iranisch-amerikanischer Abenteuerfilm von Jean Negulesco, den dieser 1968 mit internationaler Besetzung im Iran drehte. Die Hauptrollen spielten Stuart Whitman, Elke Sommer und Curd Jürgens. Michael Barrett lieferte die Romanvorlage (The Heroes of Yucca).

## Handlung
Die schmutzigen Helden von Yucca oder „Die unbesiegbaren Sechs“, wie der Originaltitel verlautet, sind sechs Ganoven respektive Abenteurer, die es in das vorrevolutionäre Persien verschlagen hat. Da sind zunächst der Amerikaner Tex mit seinem schwarzen Kumpel Mike und der Brite Ronald, die soeben damit gescheitert sind, in Teheran einen großen Juwelenraub durchzuführen. Mit Müh‘ und Not können Tex und Ronald der iranischen Polizei entkommen und entfliehen in einem Güterzug in Richtung der mehrere Hundert Kilometer weiter südlich gelegenen Stadt Schiras, wo sie sich mit Mike treffen wollen. Ronald und Tex verlassen auf halber Strecke den Zug und wandern mitten im Nirgendwo eine Landstraße entlang, als neben ihnen ein Auto anhält. Am Steuer sitzt ein sich nobel gebender Herr mittleren Alters, der sich als der deutsche Baron Karl von Bitterhofen vorstellt. Er lädt die beiden abgerissenen Möchtegern-Juwelendiebe ein, in seinen Wagen einzusteigen, um sie bis nach Schiras mitzunehmen. Bald tauchen zwei weitere undurchsichtige Männer auf, der mysteriöse Italiener Giorgio und der Iraner Jahan, der von der Polizei wegen Mordes an dem Liebhaber seiner Verlobten gesucht wird und der wiederum von Giorgio im Auto mitgenommen wird. In Schiras treffen die sechs Männer schließlich aufeinander. Der Baron, der Einzige, dem es bis dahin recht gut gegangen ist, ist nun ebenfalls auf der Verliererstraße, hat ihm doch die persische Polizei sein Auto weggenommen. Stattdessen gewann er beim Glücksspiel einen Esel.
Und so ergibt sich folgende Ausgangssituation: Sechs Loser aus den verschiedensten Gründen auf der Flucht, die beschließen, vorerst zusammenzubleiben. Die Männer erreichen ein gottverlassenes Dorf namens Yucca, irgendwo im staubigen Nirgendwo. Keine Menschenseele vor Ort, lediglich ein Polizeichef mit seiner hübschen, jungen Tochter harren hier noch aus. Die Bevölkerung hat sich aus dem sprichwörtlichen Staub gemacht. Der Grund? Die Sechs erfahren, dass die Armee hier unlängst den Chef einer 70-Mann-starken Verbrecherbande, Malik, festgenommen und anschließend aufgeknüpft habe und die Dörfler nun die grausame Rache des neuen Anführers der Bösewichte, Nazar, befürchten. Es sei bereits zu einem massiven Schusswechsel gekommen, weil die gefürchtete Bande unbedingt den Leichnam ihres gehenkten Anführers herausgerückt bekommen wollte. Doch sie hatte keinen Erfolg. Was dem Polizeichef, der diese Forderung zurückwies, und seiner Tochter geblieben ist, ist eine gewaltige Anzahl versteckter Gewehre. Nach einigem Hin und Her kann der einzige Iraner in der Sechsertruppe, Jahan, seine westlichen Kumpane dazu überreden, zu bleiben, um das Dort mit ihm, dem Polizisten und dessen Tochter gegen den befürchteten, neuerlichen Ansturm der persischen Bandidos zu verteidigen.
Nazar kommt mit einer weißen Fahne vorgefahren und verlangt erneut Maliks Leichnam, der in der einzigen Moschee des Orts abgelegt wurde. Und wieder erteilt ihm der Polizeichef eine Abfuhr. In der darauf folgenden Nacht versuchen einige der Banditen, den Ort zu überfallen und sich des Toten zu bemächtigen, werden aber von den acht verbliebenen Verteidigern des Dorfes zurückgeschlagen. Rund 20 Gangster können die schmutzigen Helden von Yucca während des wilden Schusswechsels erledigen. Durch einen verborgenen Tunnel dringt bald darauf ein weiterer Bandit ins Dorf vor und erreicht das öffentliche Badehaus. Es kommt zum Zweikampf des Maskierten mit Tex, bei dem beide ins Becken plumpsen. Tex gewinnt das Duell. Er reißt der Person die Maskierung vom Gesicht, und es erscheint eine schöne junge Frau. Sie nennt sich Zari und sagt, sie sei früher erst Bauchtänzerin, dann Maliks Geliebte gewesen. Nazar müsse, um von der Bande als deren Anführer akzeptiert zu werden, unbedingt diese Schlacht gewinnen und Maliks Leichnam heimführen, nur deshalb verhalte er sich bei diesem Kampf so verbissen. Am nächsten Morgen kehren die meisten der geflohenen Einwohner in ihre Häuser heim. Drei der sechs Kumpane versuchen am neuen Tag einen Ausbruch, um die Armee zu kontaktieren und Hilfe zu holen. Doch der Ausbruchsversuch scheitert, da ihr ortskundiger Führer bei einem Hinterhalt getötet wird. Immerhin können die drei auch einige Banditen eliminieren. Als ein Armeeleutnant im Dorf erscheint, um sich um den Leichnam Maliks zu kümmern, erkennen Tex und Mike rasch, dass es sich dabei um einen verkleideten Banditen handelt und buchten diesen im Gefängnis ein.
Während Tex und Zari zu turteln beginnen, ist sein Kumpel Mike bei der Wache am Ortseingang zu unvorsichtig. Er wagt sich zu weit aus dem Ort heraus und gerät so prompt in die Hände von Nazars Leuten. Sie verschleppen Mike und misshandeln ihn im Banditen Lager schwer. Den zerschundenen, toten Körper laden die Schurken im Dorf ab. Ehe es zur finalen Abrechnung kommen kann, gelingt es Nazar endlich, Maliks Körper und ein bedeutsames Amulett aus der Moschee zu entwenden. Auch Zari gerät in seine Hände und wird ins Banditenlager verschleppt. Tex will auf seine neueste Eroberung nicht verzichten, und so holen die verbliebenen fünf den falschen Armeeleutnant aus dem Dorfknast und zwingen diesen, den Weg ins Feldlager seiner Kumpane, den Banditen, zu zeigen. Dort soll es zum großen Showdown kommen. Die gut bewaffneten Bandidos werden trotz aller Vorsichtsmaßnahmen übertölpelt, das Lager von den unbesiegbaren Fünf mittels mitgebrachtem Dynamit in die Luft gesprengt. Bei den Kämpfen kommt Giorgio ums Leben, da waren es nur noch die unbesiegbaren Vier. Nazar flieht, und Zari plaudert gegenüber dem Baron aus, dass Maliks Amulett, in dessen Besitz Nazar nun ist, eine Karte enthalte, die zu einem verborgenen Schatz führe.
Nazar hat auf der Flucht den Weg ins Dorf genommen und verspottet dort den Wache schiebenden Polizeichef. Ehe die bewaffneten und versteckten Dörfler in die Gänge kommen und auf den Banditenanführer schießen, ermordet Nazar den Polizeichef. Beim anschließenden Schusswechsel stirbt schließlich auch er. Maliks Mutter kommt aus einem Versteck hervor, nimmt das Amulett ihres toten Sohnes an sich, zieht die Karte heraus und verbrennt sie. Die Bande ist vernichtet, und die Dorfbevölkerung jubiliert. Der Bürgermeister verspricht den verbliebenen unbesiegbaren Vier mit der dunklen Vergangenheit, deren Identität nicht auszuplaudern. Jahan bleibt im Dorf und beabsichtigt, die nunmehr vaterlose Tochter des Polizeichefs zu heiraten. Die verbliebenen unbesiegbaren Drei besteigen einen Jeep, zu ihnen gesellt sich die nunmehr heimatlose Zari. Der Bürgermeister sagt zum Baron auf Deutsch „Auf Wiedersehen“, worauf dieser sarkastisch antwortet „Ich hoffe nicht“. Dann fahren die Dorfretter aus der Einöde fort.

## Produktionsnotizen
Die schmutzigen Helden von Yucca entstand weitgehend 1968 im damals noch vom Schah beherrschten Iran (u. a. an den antiken Stätten von Persepolis) und erlebte seine amerikanische Erstaufführung am 10. Juni 1970. Die deutsche Erstaufführung fand am 15. Oktober desselben Jahres statt. Ob und wann der Film auch im Iran gestartet wurde, ist unbekannt.
Der Film lehnt sich thematisch eng an zwei berühmte filmische Vorbilder an: Akira Kurosawas Die sieben Samurai und John Sturges’ Die glorreichen Sieben.
Regisseur Negulesco drehte diesen Film und die Anschlussinszenierung Hello – Goodbye, eine Komödie, kurz hintereinander ab. Beide Filme waren ausgesprochene Kassen- wie Kritikerflops; Negulescos Regiestil galt mittlerweile, rund um das Jahr 1970, als „hoffnungslos antiquiert“.

## Synchronisation
| Rolle      | Darsteller     | Synchronsprecher   |
| ---------- | -------------- | ------------------ |
| Tex        | Stuart Whitman | Claus Biederstaedt |
| Zari       | Elke Sommer    | Ursula Herwig      |
| Baron Karl | Curd Jürgens   | er selbst          |
| Ronald     | Ian Ogilvy     | Joachim Ansorge    |
| Nazar      | James Mitchum  | Wolfgang Draeger   |

## Kritiken
„Dynamischer Actionfilm … Es ist ‚Die glorreichen Sieben‘, verpflanzt in den gegenwärtigen Mittleren Osten.“

„Reichlich verworrener und auch nur mäßig spannender Abenteuerfilm.“